# Podlesie (gmina Busko-Zdrój)
Podlesie – kolonia w Polsce położona w województwie świętokrzyskim, w powiecie buskim, w gminie Busko-Zdrój.
W latach 1975–1998 miejscowość administracyjnie należała do województwa kieleckiego.